# Illa de l'Ascensió
L'illa de l'Ascensió (en anglès, Ascension) és una illa d'origen volcànic ubicada a l'oceà Atlàntic, a mig camí entre Amèrica i Àfrica, sobre la Placa Sud-americana, a la vora de la Dorsal Mesoatlàntica. És al nord-oest de Santa Helena. El territori inclou petites illes satèl·lits com l'illa Boatswain Bird, el penyal Boatswain Bird (est), White Rocks (sud), i la penya Tartar (oest).

## Geografia

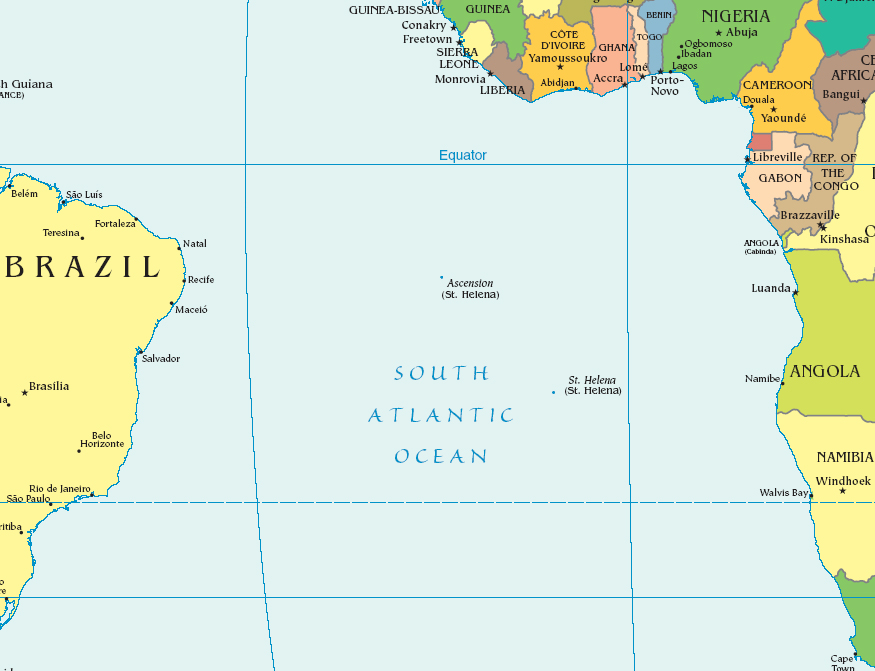
L'illa Ascensió, entre Amèrica i Àfrica.

Es tracta d'una illa d'uns 91 km² de superfície situada a la Dorsal mesoatlàntica, el que li confereix la seva natura volcànica. Hi ha quaranta-quatre cràters volcànics a l'illa, tots ells dorments, és a dir, no extints. Bona part de la superfície es compon de colades de lava basàltica i cons de cendra. L'última erupció important va tenir lloc fa uns sis-cents anys.
El punt més elevat és el Green Mountain, de 859 metres d'altitud. Dins d'aquest mateix massís, que cobreix la meitat oriental de l'illa, es troben els altres pics rellevants: Weather Post (608 m), White Hill (525 m) i Sisters Peak (445 m).
No existeixen cursos permanents d'aigua, tot i que existeixen alguns aljubs construïts durant el segle xix a Green Mountain per retenir les aigües pluvials. La major part de l'aigua per consum humà s'obté de plantes dessalinitzadores.
Les pluges es reparteixen al llarg de l'any, essent més intenses de gener a abril. La temperatura al nivell del mar oscil·la entre 20 º i 31 º. A Green Mountain és d'uns 6 graus menys.
El seu aïllament és molt marcat, ja que dista uns 1.200 quilòmetres de la terra habitada més propera, Santa Helena, que és al seu torn un enclavament remot enmig de l'Atlàntic Sud.

## Administració

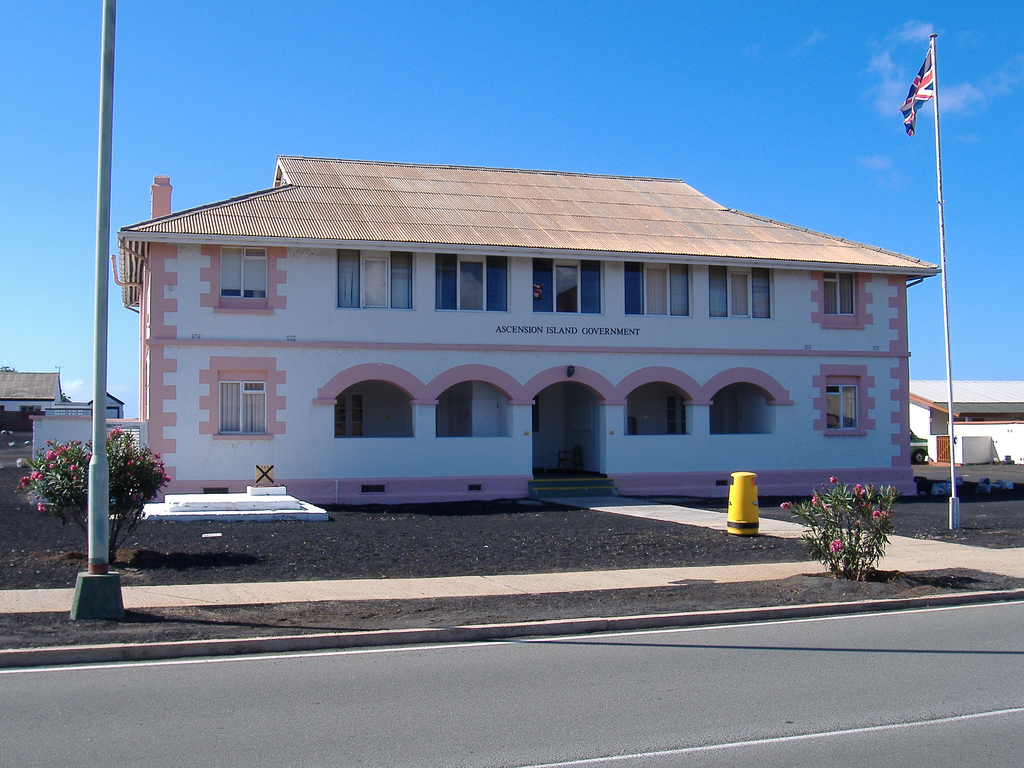
Seu del Govern de l'illa de l'Ascensió al novembre del 2007.

És un Territori Britànic d'Ultramar del Regne Unit, que forma una dependència juntament amb Santa Helena i Tristão da Cunha. La seva capital és Georgetown. El grup insular es governa des de Santa Helena, on resideix el governador, el qual és representat a l'illa de l'Ascensió per un administrador. L'Ascension Island Council és de caràcter electiu i el constitueixen set membres no remunerats. Assessora al governador en matèries de polítiques i legislatives. Tanmateix és el governador el que té la responsabilitat general del govern britànic en temes de defensa, afers exteriors, seguretat interna i servei públic, així com la responsabilitat general del bon govern de l'illa.
La legislació aplicable a l'illa es desenvolupa al voltant de les ordenances de l'illa de l'Ascensió, les ordenances de Santa Helena i les lleis britàniques. S'intenta que aquestes normes s'adaptin a les circumstàncies locals.
La força policial de l'illa la constitueix un destacament de sis membres de la policia de Santa Helena.
Hi ha una escola a Two Boats que cobreix fins onzè any (de cinc a quinze anys).

## Demografia
L'illa no tenia població indígena anterior a la seva colonització. La llengua parlada a les illes és l'anglès, sense que hi hagi hagut mai llengua autòctona o idioma crioll local. Els habitants de l'illa comprenen els empleats i familiars de les organitzacions que treballen a l'illa. La població és de voltant de 1.100 persones, en la seva majoria de Santa Helena, però amb 200 ciutadans britànics i 150 nord-americans. Hi ha cinc assentaments:
1. Georgetown, amb 560 habitants, és el port principal i exerceix de capital de l'illa.
2. Cat Hill és la base principal dels Estats Units; té 150 habitants.
3. The Residency
4. Traveller's Hill, al centre de l'illa, residència del personal de la base de la Reial Força Aèria, té 200 habitants.
5. Two Boats Village és una àrea residencial a 5 km de la costa; és la seu del col·legi de l'illa.

A més hi ha algunes cases rurals a Green Mountain.

## Economia
La moneda local és la lliura de Santa Helena, equivalent a la britànica. De la divisa britànica accepten els bitllets, però no sempre les monedes fraccionàries. A la base nord-americana circula el dòlar nord-americà.
Els serveis bancaris els presta el Bank of Saint Helena. El setembre de 2006 no hi havia caixers automàtics.
Fins a la introducció d'un nou règim fiscal a l'abril de 2002 el pressupost de l'illa depenia de les quantitats lliurades pels usuaris civils i militars de les instal·lacions de l'illa. Entre 2000 i 2002 es va gestar un nou sistema que va privatitzar certes activitats i establir un nou règim fiscal. Actualment hi ha taxes de duana limitades a tabac, begudes alcohòliques i fuel; i impostos sobre la renda de les persones físiques i sobre el patrimoni. Com que la introducció d'aquests impostos va ser anterior a l'existència d'una Assemblea representativa (una violació del principi no taxation without representation) es va produir una negociació amb les organitzacions civils i militars de l'illa que va fer que els salaris nets quedessin substancialment intactes malgrat la reforma fiscal. L'impost sobre el patrimoni també afecta les organitzacions civils i militars que operen a l'illa.
L'emissió de segells postals, principalment destinat al col·leccionisme, és també una important font d'ingressos per la seva economia.
Els salaris són més baixos que a Gran Bretanya, però més elevats que a Santa Helena, d'aquí que l'illa atregui mà d'obra de la seva veïna. A més, nombrosos habitants perceben plusos per expatriació.
L'economia de l'illa se centra en dues branques d'activitat. D'una banda hi ha les activitats de defensa del Regne Unit i dels Estats Units. D'altra banda hi ha les telecomunicacions. Al voltant d'aquestes dues activitats es mou la resta de l'economia local, dedicada al subministrament, manutenció i manteniment de les persones i instal·lacions.
Les principals organitzacions que operen a l'illa de l'Ascensió són:
- Merlin Communications International, que opera i manté les instal·lacions de la BBC, incloent-hi la central elèctrica i la planta dessalinitzadora.
- Cable and Wireless plc, fins a 1934 coneguda com a Eastern Telegraph Company. Porta a l'illa des de 1898. Entre 1922 i 1964 van ser responsables de l'administració insular. Actualment operen l'estació de seguiment del programa Ariane i proporcionen les telecomunicacions de l'illa.
- La Força Aèria dels Estats Units opera l'Aeroport Auxiliar de l'illa de l'Ascensió (el Wideawake), arrendat al govern britànic el 1956. És l'estació de seguiment més meridional del Camp de Proves Oriental del Govern dels Estats Units.
- Computer Sciences Raytheon gestiona i opera les instal·lacions de les USAF a l'illa de l'Ascensió.
- Ministeri de Defensa del Regne Unit: la instal·lació Base de l'Illa de l'Ascensió està sota el control del comandant de la forces britàniques a l'Atlàntic Sud, amb base a les illes Malvines. El motiu de l'existència d'aquesta base és el manteniment del nexe aeri entre el Regne Unit i les Malvines.
- Subcontractistes civils del Ministeri de Defensa: Interserve Ltd (manteniment d'instal·lacions), sercar Ltd (gestió de l'aeroport), ESS Ltd (càtering i allotjament).
- Serveis públics: depenen del Departament d'Obres Públiques i Serveis Comercials, que es va crear dins de la branca administrativa del govern local a l'abril de 2004.
- Una de les cinc estacions terrestres del sistema GPS està a l'illa (les altres quatre estan a Colorado Springs, Hawaii, Diego García i Kwajalein).

## Ecologia

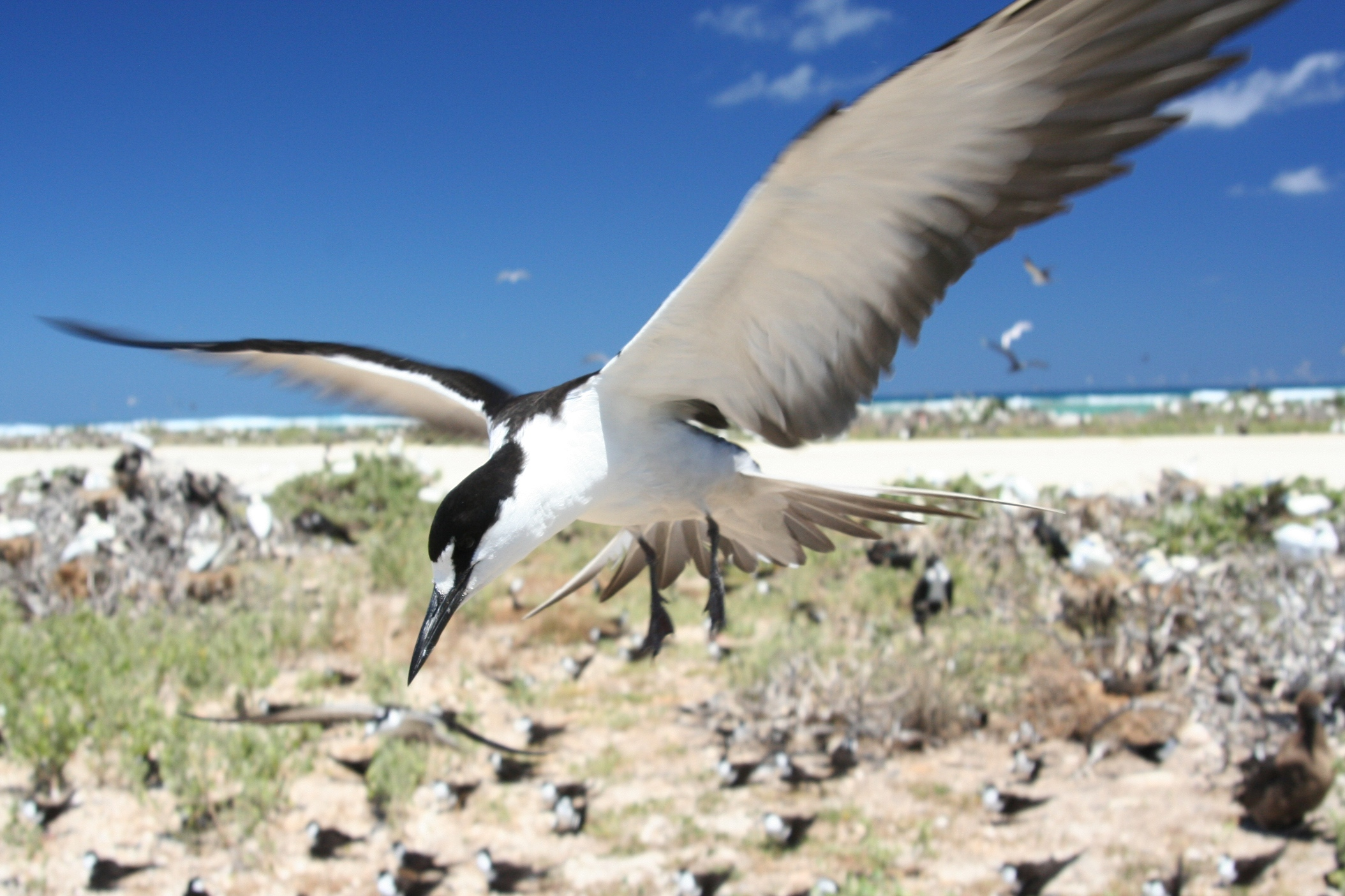
Xatrac fosc

L'illa és un punt de reunió per a les tortugues marines de l'espècie Chelonia mydas (tortuga verda). Acudeixen anualment des de Sud-amèrica, de gener a maig, a dipositar els seus ous a la sorra. Habita l'illa el xatrac fosc (Sterna fuscata), anomenat localment Wideawake pel peculiar so que emet. Es concentra a la costa sud-occidental cada deu mesos per a pondre els seus ous. Aquesta au ha donat nom a l'aeroport local (Wideawake Airfield). Aquest arxipèlag constitueix l'ecoregió anomenada prada i matoll de l'illa de l'Ascensió.

## Història
Cap a finals del segle XV el govern portuguès va enviar una expedició de tretze vaixells sota el comandament de Pedro Álvarez Cabral cap a l'Índia per la ruta d'El Cap. L'expedició va ser un èxit, però uns quants mesos abans del retorn de Cabral, el rei de Portugal va enviar un escamot de tres vaixells i una caravel·la, amb una dotació de quatre homes al comandament del gallec Juan de Nova perquè es reunissin amb Cabral i duguessin mercaderies a Sofala (a l'actual Moçambic, on existia un lloc comercial portuguès), i a Calicut, a l'Índia. Al seu viatge d'anada, el grup de Juan de Nova descobrí el 25 de març de 1501 una illa deshabitada a la que van anomenar Illa de Nossa Senora de Conceiçao.
L'illa va tornar a ser visitada el 20 de maig de 1503 - dia de l'illa de l'Ascensió - per Alfons d'Alburquerque. Arran d'aquesta visita el nom de Concepció va caure en desús enfront de l''illa de l'Ascensió imposat per Alburquerque. John Grisalva va visitar l'illa el 1518. William Dampier va patir un naufragi a l'illa el 1701, i es creu que el seu vaixell, elRoebuck, va ser la causa de l'aparició de rates a l'illa. El govern de l'illa indica a la seva pàgina web el descobriment del derelicte del Roebuck a principis de segle XXI. El capità Cook va visitar l'illa de l'Ascensió el 1775. Malgrat tots aquests contactes, l'illa va romandre deshabitada fins al segle xix, amb l'excepció ocasional d'alguns pescadors de tortugues.
El 1815, data de l'exili de Napoleó Bonaparte a Santa Helena, es va prendre en consideració la possibilitat que l'illa de l'Ascensió fos utilitzat com a base per a un intent de rescat. El resultat va ser l'enviament dels vaixells britànics HMS Peruvian i HMS Zenòbia. Ancoraren a Cross Bay el 22 d'octubre de 1815, i a les 17:30 hores van proclamar la sobirania britànica a l'illa. L'illa va rebre una petita guarnició, restringida pel subministrament d'aigua dolça, que encara que n'existeix, a l'illa és limitada.
Charles Darwin va visitar l'illa de l'Ascensió el 1844.

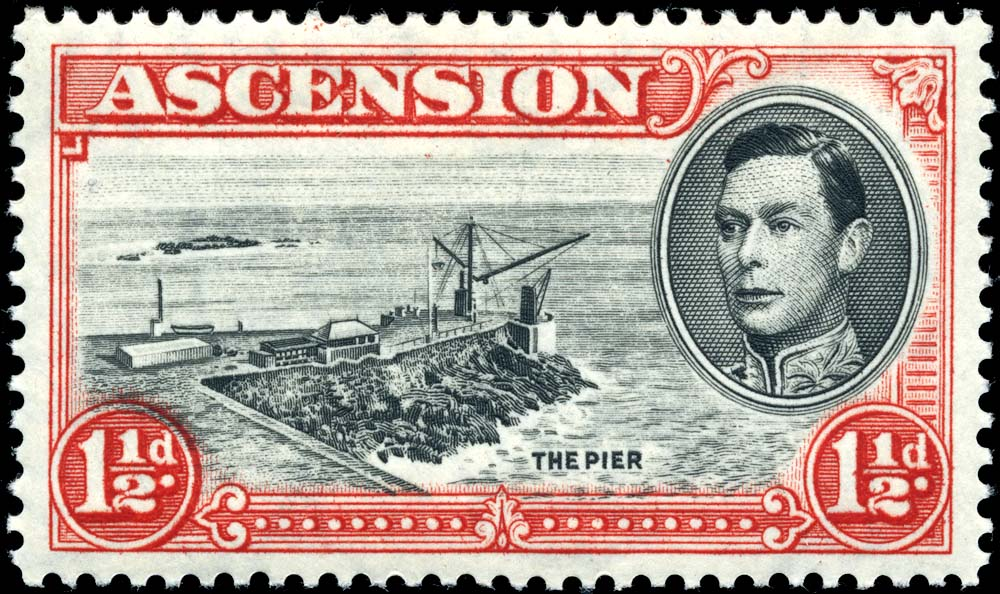
Segell de l'illa de l'Ascensió mostrant el moll de Georgetown

El 1922 l'armada britànica va transferir el control de l'illa a la Colonial Office, que al seu torn va encarregar la gestió del dia a dia a la Eastern Telegraph Company, la presència es remuntava al 1899 i el director actuava com a magistrat resident de l'illa de l'Ascensió.
Durant la Primera i Segona Guerres Mundials va ser un important centre de comunicacions. El 1942 uns 4.000 militars nord-americans van arribar a l'illa per construir pistes per a aeronaus a la ruta d'Amèrica a Àfrica del Nord. El paper militar de l'illa de l'Ascensió també va ser important durant la Guerra de les Malvines, a 1982.
El 1964 es va nomenar el primer administrador de l'illa, que així va deixar de dependre de Cable and Wireless (nom que Eastern Telegraph adoptar el 1934).
El 1998 el govern britànic es va plantejar el futur constitucional de l'illa de l'Ascensió i les seves relacions amb Santa Helena. Al seu torn els usuaris civils (BBC i Cable and Wireless) i militars de l'illa van plantejar el seu desig de centrar-se en les seves pròpies esferes d'activitat i deixar de subministrar serveis a l'illa a partir d'abril de 2001. Així es va iniciar un procés de canvi constitucional. El 22 i 23 d'agost de 2002 es va dur a terme un plebiscit entre els residents a l'illa entre les opcions de constituir un consell interinsular amb Santa Helena o un de propi de l'illa de l'Ascensió. El consell de l'illa de l'Ascensió va obtenir el 95% dels vots. L'1 de novembre de 2002 es van celebrar les primeres eleccions generals a l'illa de l'Ascensió. El maig de 2012 es va aprovar l'escut d'armes de l'illa, i a finals de març s'instituí per primera vegada una bandera oficial per a l'illa de l'Ascensió, on hi apareix l'escut d'armes sobre fons blau i la Union Jack en petit a la cantonada superior-esquerra.